# 慕容尘
慕容尘（?—?），昌黎棘城（今辽宁省义县西北）人，十六国前燕宗室将领，又叫慕容屈尘，前燕鲜卑慕容氏。
356年，慕容尘随大司马慕容恪在广固（山东省青州西北）围攻段部鲜卑首领段龛，后为青州刺史。358年，派遣军队援助泰山郡太守贾坚，击败东晋荀羡，再取山茌。363年，慕容尘为镇南将军，在长平攻打陈留郡太守袁披。364年，屯守许昌，367年，攻打竟陵，被太守罗崇所败。